# La Guerra Civil Española: Revolución y Contrarrevolución
La Guerra Civil Española: Revolución y Contrarrevolución (cuyo título original en inglés es The Spanish Civil War: Revolution and Counterrevolution) es un libro del historiador británico Burnett Bolloten publicado en 1989 por Alianza Editorial.
El libro es una versión ampliada de La Revolución Española. Sus orígenes, la izquierda y la lucha por el poder durante la guerra civil 1936-1939, publicado en 1980 por Grijalbo (en Francia en 1977, por Ruedo ibérico).
La tesis defendida por Bolloten es que «A pesar de que el estallido de la Guerra civil en julio de 1936 fue seguido de una Revolución social de un gran alcance en el bando republicano —más profunda en muchos aspectos que la revolución bolchevique— millones de personas ilustradas de fuera de España han sido mantenidas en la ignorancia, no sólo sobre su profundidad y extensión, sino también sobre su propia existencia debido a una política de duplicidad y de disimulación sin parangón en la historia».

## Argumento

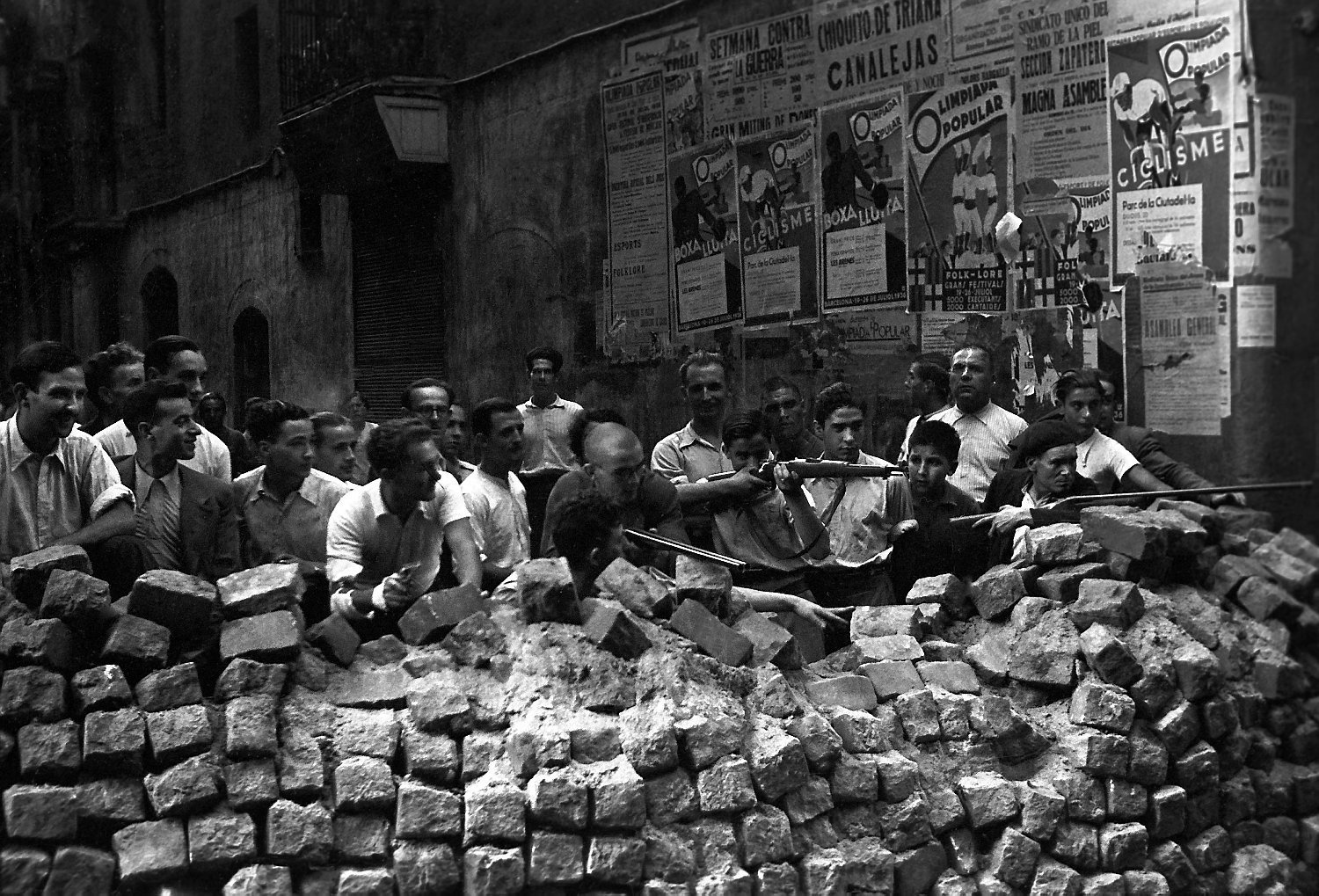
Barcelona, 19 de julio de 1936.

Burnett Bolloten, corresponsal de la agencia United Press International, no tiene al principio del conflicto ninguna posición política definida. Tiene algo de simpatía por los estalinistas, y es seguramente por esa razón que consigue las confidencias de varios de ellos.
Siguiendo la estela de George Orwell y de su Homenaje a Cataluña, de Gerald Brenan (El laberinto español), de Franz Borkenau (Spanish cockpit) y de Vernon Richards (Enseñanzas de la revolución española), y utilizando una gran cantidad de documentos y fuentes primarias que fue acumulando a lo largo de los años, Burnett Bolloten desarrolla dos temas generales.

### La revolución social y la guerra civil
Bolloten estudia el alcance de la revolución social tras el levantamiento nacionalista de los 17 y 18 de julio de 1936 que reconfigura de forma considerable la organización política de la zona republicana, entre otras cosas, por la creación de comités revolucionarios, nuevas estructuras de poder económico y político, en gran parte controladas por los sindicatos obreros : la CNT (anarcosindicalista) y la UGT (socialista). Bolloten describe la emergencia del comunismo libertario en varias ciudades y pueblos.
Bolloten muestra que la lucha encarnizada por la hegemonía política dentro de la zona republicana favoreció el auge del PCE y del PSUC que eliminan o absorben sus adversarios : los anarcosindicalistas (mayoritarios en Cataluña) y los marxistas disidentes del POUM, pero también los socialistas. Apoyándose sobre el prestigio de la Unión Soviética (abastecimiento en material militar), los comunistas toman el control de la vida política (Hechos de mayo de 1937), y rompen la dinámica de la revolución social siguiendo la estrategia definida por la Internacional Comunista en Moscú.

### La más singular de las revoluciones colectivistas delsigloXX
Según Bolloten: «La revolución social española de 1936 fue la más singular de las revoluciones colectivistas del siglo XX. Fue la única revolución radical y violenta acontecida en un país de Europa occidental y la única que, a pesar de la creciente hegemonía comunista, fue plural, animada por una multitud de fuerzas, a menudo enfrentadas entre ellas. Incapaz de oponerse abiertamente a la revolución, la burguesía se adaptó al nuevo régimen con la esperanza de que habría un cambio en los acontecimientos. La manifiesta impotencia de sus partidos incitó rápidamente a liberales y conservadores a buscar una organización capaz de parar la corriente revolucionaria lanzada por los sindicatos anarquistas y socialistas. Algunas semanas después del inicio de la revolución, una organización encarnaba todas las esperanzas inmediatas de la pequeña y mediana burguesía: el Partido comunista».
Para Bolloten, «más que un conflicto entre democracia y fascismo, la guerra civil española liberó las energías de una profunda revolución social que era la única capaz de vencer al fascismo».

## Recepción de la obra de Bolloten
En 1961, la publicación de The Grand Camouflage (en español, El Gran Engaño: las izquierdas y su lucha por el poder en la zona republicana) provoca la controversia y lleva el autor a publicar en 1980 una nueva edición ampliada, La Revolución Española. Sus orígenes, la izquierda y la lucha por el poder durante la guerra civil 1936-1939, más completa y mejor argumentada. 
En 1989, poco tiempo después de su fallecimiento, Alianza Editorial publica La Guerra Civil Española : Revolución y Contrarrevolución, monumento de erudición de más de 1200 páginas, fruto del trabajo de cincuenta años de investigación.
La obra de Bolloten se ha convertido en una referencia obligada para todo historiador de la Guerra civil. Es un libro capital para Gabriel Jackson, Stanley G. Payne, Miguel Amorós o Bartolomé Bennassar. Guy Debord compara el tono empleado por Bolloten al de Tucídides y Maquiavelo por su impasibilidad y objetividad. En cuanto a Miguel Amorós, considera que el libro de Bolloten es el mejor sobre la Guerra civil.
Según el escritor y periodista Carlos Semprún Maura: «Después de cuarenta años de censura franquista —y una mala consciencia posfranquista—, los estalinistas españoles han conseguido imponer una imagen heroica y democrática de su actividad, en realidad totalmente contrarrevolucionaria y represiva durante la Guerra civil. Algunos libros han denunciado esa impostura (el mejor es probablemente The Grand Camouflage de  Burnett Bolloten)».